# Чемпионат России по мини-футболу среди женщин 1997/1998
В шестом чемпионате России среди женских мини-футбольных команд высшей лиги играло восемь коллективов. После двухгодичного перерыва титул чемпиона вернулся в Волгоград, чей клуб перешёл под знамёна «Локомотива», В турнире состоялось четыре тура — Люберцы, 17-21 октября, Владимир, 10-15 декабря, Малаховка, Московская область, 11-15 февраля, Санкт-Петербург, 2-5 апреля.

## Итоговая таблица
1. «Локомотив» (Волгоград),
2. «Аврора» (Санкт-Петербург),
3. «Снежана» (Люберцы),
4. «Чертаново» (Москва),
5. «Влада» (Владимир),
6. «Виктория» (Нижегородская область),
7. «Волжанка» (Саратов).

Команда «Надежда» (Воскресенск, Московская область) снялась после первого тура соревнований.

## Ссылка
- http://www.championat.com/other/article-118771-k-20-letiju-zhenskogo-mini-futbola-rossii-199798.html